# Little Rock Trojans
Little Rock Trojans (español: Troyanos de Little Rock) es el equipo deportivo de la Universidad de Arkansas-Little Rock, situada en Little Rock, Arkansas. Los equipos de los Trojans participan en las competiciones universitarias organizadas por la NCAA, y forman parte de la Ohio Valley Conference.

## Programa deportivo
Los Trojans participan en las siguientes modalidades deportivas:
| - Masculino - Atletismo al aire libre - Atletismo cubierta - Baloncesto - Béisbol - Cross - Golf - Lucha | - Femenino - Atletismo al aire libre - Atletismo cubierta - Baloncesto - Cross - Golf - Fútbol - Natación - Voleibol |

### Baloncesto
Solamente 5 jugadores de los Trojans han llegado en toda la historia a la NBA, siendo el más destacado de ellos es Derek Fisher, ganador de cinco anillos con Los Angeles Lakers.